# Marrite Thamisdatter
Marrite Thamisdatter eller Marit Thamisdatter, död 1634, var en kvinna som avrättades för häxeri i Makkaur på Varangerhalvön i vad som nu är Båtsfjords kommun i Nordnorge.
Makkaur var ett fiskeläge som i slutet av 1500-talet var ett av de största och mest blomstrande på hela nordkalotten, men på 1620-talet drabbades orten av en snabb och kraftig nedgång som ledde till att man redan 1640 börjat sluta hålla ting där och att bygden vid 1700 var närmast avfolkad.

## Bakgrund
Den första stora häxprocessen i Nordnorge hade brutit ut 1621. Detta år, 1634, hade en häxprocess hållits i Vardø, där två kvinnor hade bränts på bål. En av dessa kvinnor, Ingeborg Jörgensdotter från Hamningsberg, hade efter att ha genomgått vattenprovet och torterats, angett Marit; hon uppgav att Marit hade förgjort 6 personer i Makkaur i skepnad av en gås, att hon tillsammans med två kvinnor från Kjevik hade sänkt Michell Lauritzens båt på Altafjorden 1631 och att hon tillsammans med Ingeborg och en kvinna från Kjevik hade sänkt en båt från Kjevik medan de simmade på havet som svanar. Ingeborg brändes på bål den 12 april.

## Rättegång och häxprov
Den 21 april 1634 kallades Marit Thamisdotter inför tinget för att svara på anklagelserna om trolldom. Marit var änka sedan 10 år, hade en tonårig son och var möjligen dotter till underfogden Thamis Giörsen, som dog 1631. Fogden hade endast indicier mot henne; ett vittnesmål från den dömda häxan Ingeborg var inte nog, och inga av Marits grannar anklagade henne för något konkret. Rätten frågade om hennes grannar ville svära henne fri, men "ingen ville tala för henne". Därför föreslog fogden att man skulle utföra vattenprovet för att komma till klarhet, och rätten gick genast med på det. Vattnet var en symbol för Guds heliga dopvatten, och om en djävulsbesvuren kastades däri, kastade guds vatten henne tillbaka så hon inte sjönk; kontakten med vattnet löste också Satans makt över häxan så hon inte längre hade kraft att hålla fast vid sin oskuld. Innan undersöktes naglar, kroppsöppningar och allt hår, även ögonbrynen, rakades bort för att säkerställa att häxan inte gömt undan någon trolldom. Marit misslyckades med provet och "flöt som en kork" på vattnet, enligt rättsreferatet. Ingen häxa i Finnmark lyckades faktiskt med provet, alla flöt. Man vet inte exakt hur det utfördes, men det gissas att häxorna bands ihop med händer och fötter på ryggen en ställning som underlättade att de flöt, och att kvinnornas tjocka vadmalskjolar agerade som flytvästar.

## Dom
Då Marit efter det misslyckade provet fortfarande inte ville bekänna, hade rätten fått nog; på basis av indicierna, både från Ingeborgs vittnesmål och vattenprovet, dömdes hon skyldig till att ha förbrutit sig mot den dansk-norska förordningen om trolldom och dömdes till att "mista livet genom eld och bål"; i Norge, till skillnad från i Sverige, var det nämligen praxis att bränna häxor levande på bål. Även om trolldom uppfattades som en undantagsförbrytelse i rättsligt avseende och man därför inte ställde så stränga beviskrav, är rättegången mot Marit ändå sällsynt skral i den så kallade "bevisningen", och i det avseendet därför inte typisk. Däremot var själva proceduren mycket typisk för de många nordnorska häxprocesserna; efter vattenprovet och domen kom tortyren för att erkänna och ange fler häxor. Det var nämligen förbjudet att tortera häxor innan de var dömda.

## Förhör
Marit erkände inget under tortyren, men dagen efter bekände hon "utpinad" vad de ville höra; hon erkände att allt Ingeborg sagt om henne var sant. Hon bekände att Ingeborg lärt henne binda in svarta, vita och röda stenar i ett knyte, som de sedan slängt i havet med orden; "Ut och aldrig mer igen", efter att ha nämnt namnet på den fiskare de ville skulle sjunka med sin båt. Hon hade dessutom förbannat flera personer; rättsmedlemmen Rasmus Sivertssen hade grälat med Marit och fått sin rygg förstörd så han måste gå med kryckor och ligga till sängs i 14 dagar, underfogden Jeremias Jeremiassen hade slagit Marits tonårige son och fått ont i den hand han slagit med, lagrättsman Samuel Anderssen hade fått dålig mage och tvingats gå med stav. Hon angav också tre kvinnor förutom Ingeborg som hjälpt att sjunka båtar; Kirsten, som kommit i skepnad av en gås, Anne, som kommit i skepnad av en and, båda från Kjelvik, och hennes egen granne Marette, som enligt Marit hade dödat lagrättsman Anders Mand och Lauritz skräddare och tagit ena ögat från lagrättsman Oluf Poulsen.

## Avrättning och efterspel
Därefter "...ville hon gå till sin död och anamma sakramentet". Hon fick då nattvarden, varpå hennes syndiga kropp skulle renas genom bålbränningens eld. Det var närvaroplikt vid bränningen av en häxa för församlingsmedlemmarna, och att ute bli kunde innebära böter.
Det finns inga dokument som beskriver själva avrättningen, men den tros ha utförts i Makkaur kanske en vecka efter domen. Det gängse metoden var att binda den dömda vid en stege som sedan vältes in i bålet.
Det finns inga dokument om Kirsten och Anne, som Marit angav, men Margrette hämtades den 5 augusti och processen upprepades; hon nekade, fick genomgå vattenprovet, flöt på vattnet, dömdes till bålet och torterades för att bekänna och ange andra. Hon bekände att hon var en häxa, att hon hade en personlig demon men att hon velat hjälpa Lauritz skräddare med trolldom i stället för att döda, och hon sa också att om hon skulle lida skulle andra med, men det verkade inte som om hon angav andra, och därmed var häxprocessen över.
Proceduren för denna häxprocess är mycket typisk, men frånvaron av en häxsabbat otypisk. Under år 1634 brändes sex människor, en samisk man och fem norska kvinnor levande på bål i nordnorge för trolldom. Det skulle dock bli mycket värre i de stora häxprocesserna 1652–1654 och inte minst 1662–1663, då 18 människor brändes levande innan häxjakten stoppades 1663.